# Чемпионат мира по конькобежному спорту на отдельных дистанциях 2017 — командная гонка (мужчины)
Соревнования в командной гонке среди мужчин на чемпионате мира по конькобежному спорту на отдельных дистанциях 2017 года прошли 10 февраля на катке Gangneung Oval в Канныне, Южная Корея.

## Результаты
| Место | Страна           | Участники                                            | Время   | Отставание |
| ----- | ---------------- | ---------------------------------------------------- | ------- | ---------- |
| 1     | Нидерланды       | Дауве де Врис Йоррит Бергсма Ян Блокхёйсен           | 3.40,66 |            |
| 2     | Новая Зеландия   | Шейн Доббин Рейон Кей Питер Майкл                    | 3.41,08 | +0,42      |
| 3     | Норвегия         | Симен Нильсен Синдре Хенриксен Сверре Лунде Педерсен | 3.41,60 | +0,94      |
| 4     | Канада           | Тед-Ян Блумен Бенджамин Доннелли Джордан Бельчос     | 3.41,68 | +1,02      |
| 5     | Япония           | Сёта Накамура Рёсуке Цутия Шейн Уильямсон            | 3.42,77 | +2,11      |
| 6     | Италия           | Андреа Джованнини Микеле Мальфатти Никола Тумолеро   | 3.43,72 | +3,06      |
| 7     | Польша           | Збигнев Брудка Конрад Недзведзкий Ян Шиманский       | 3.44,79 | +4,13      |
| 8     | Республика Корея | Чу Хён Джун Kim Min-seok Ли Сын Хун                  | DNF     |            |